# James Bjorken
James Daniel «BJ» Bjorken (Chicago, 22 de junio de 1934-Redwood City, 6 de agosto de 2024) fue un físico estadounidense. Uno de los primeros físicos teóricos del mundo. Ganador del premio de la William Lowell Putnam Mathematical Competition en 1954.

## Biografía
Licenciado en ciencias físicas por el MIT en 1956, obtuvo el doctorado en la Universidad de Stanford en 1959. Es profesor emérito del Stanford Linear Accelerator Center, y fue miembro del departamento de Teoría de la Laboratorio Acelerador Nacional Fermi (1979-1989).
Bjorken descubrió lo que se conoce como la escala del cono de luz (o «ampliación Bjorken»), un fenómeno en la dispersión inelástica profunda de la luz en las partículas de interacción fuerte, conocidas como hadrones (como los protones y neutrones). Esto es fundamental para el reconocimiento de la presencia de quarks como partículas elementales y no solo como construcciones teóricas, y condujo a la teoría de las interacciones fuertes conocida como cromodinámica cuántica. En la foto que deja esta teoría de Bjorken, los quarks se asemejan a puntos que pueden llegar a ser observables a muy corta distancias (muy altas energías).
Richard Feynman, posteriormente, reformuló este concepto en el modelo de partón, que sirve para entender la composición de quarks de los hadrones a altas energías. Las predicciones de la ampliación Bjorken se confirmó en los primeros experimentos de electroproducción de finales de 1960 en el SLAC, en el que los quarks se observaron por primera vez. La idea general, con pequeñas modificaciones logarítmicas, se explica en la cromodinámica cuántica por la libertad asintótica.
En el año 2015 fue galardonado con el Premio Wolf en Física, junto con Robert Kirshner.

## Publicaciones
Bjorken es coautor, con Sidney Drell, de un libro de texto clásico en dos volúmenes sobre mecánica cuántica relativista y cuántica de campos, respectivamente, que se sigue utilizando por muchos físicos de partículas en ejercicio.
- J.D. Bjorken, S. Drell (1964). Relativistic Quantum Mechanics (en inglés). McGraw-Hill. ISBN 0-07-005493-2.
- J.D. Bjorken, S. Drell (1965). Relativistic Quantum Fields (en inglés). McGraw-Hill. ISBN 0-07-005494-0.